# Jörg Mager
Jörg Georg Adam Mager (* 6. November 1880 in Eichstätt; † 5. April 1939 in Aschaffenburg) war ein Pionier der elektronischen Musik.

## Leben
Jörg Georg Adam Magers Vater war Uhrmacher, die Mutter stammte angeblich aus einem alten Kantorengeschlecht. Er hatte zehn Geschwister. Mangels Vermögen konnte er das angestrebte Musikstudium nicht aufnehmen. So wurde er Volksschullehrer und Küster, wobei auch die Tätigkeit als Kantor und Organist in seinen Aufgabenbereich fiel.
Die Verstimmung eines Obermanualregisters seiner Orgel im heißen Sommer 1911 regte ihn zur Konstruktion elektrischer Instrumente an. Mit vom Orgelbauer G. F. Steinmeyer & Co. aus Oettingen geliehenen Orgelpfeifen baute er noch im selben Jahr sein erstes Vierteltonharmonium.
1915 trat er mit einer eigenen Vierteltontheorie an die Öffentlichkeit, die er in der Broschüre Vierteltonmusik in Aschaffenburg publizierte.

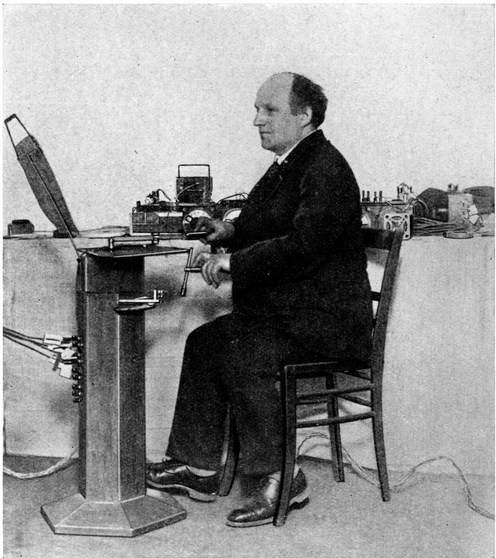
Jörg Mager spielt auf seinem Sphärophon, 1926 in Donaueschingen

Die Radiofirma C. Lorenz A.G. stellte ihm einen Tonerzeugungsapparat zur Verfügung, mit dem er eine 72-Teilung der Oktave erreichte. Alois Hába und Iwan Alexandrowitsch Wyschnegradsky waren zwar begeistert, doch Mager blieb der einzige, der sich weiter auf elektrischem Wege mit der Mikrointervallik auseinandersetzte. Seine Versuchsapparatur nannte er zunächst Elektrophon, später Sphärophon. Es war, ebenso wie das Theremin, ein Schwebungssummer.
Georg Schünemann und Leo Kestenberg unterstützten ihn in seinen Versuchen. Der Aufsatz von Richard H. Stein Zukunftsmusik im Rundfunk öffnete Mager den Weg zu den „Funkinstanzen“, dem Telegraphentechnischen Reichsamt und der Heinrich-Hertz-Gesellschaft.
1926 erfolgte die erste öffentliche Präsentation des Instruments auf dem Kammermusikfest in Donaueschingen. Danach boten sich Hába, Wyschnegradsky, Paul Hindemith und Georg Rimski-Korsakow an, Stücke für das Sphärophon zu schreiben, es blieb aber bei Lippenbekenntnissen. Weiter entwickelte er das Kaleidosphon mit einer klavierähnlichen Tastatur. In dieser Zeit gab er auch Konzerte auf dem Theremin.
1931 stellte er das fünfstimmige Partiturophon vor, das anschließend bei den Bayreuther Festspielen zur elektronischen Realisierung der "Parsifal-Gralsglocken" eingesetzt wurde.
Oskar Sala bezeichnete Mager einmal als „tragische Figur“. Tatsächlich stand er sich selbst aufgrund eines ausgeprägten Misstrauens anderen gegenüber ständig im Wege. Außerdem reichten seine technischen Fähigkeiten nicht aus, ein produktionsreifes Instrument herzustellen. Obwohl es zahlreiche vielversprechende Ansätze für eine Weiterentwicklung gab, scheiterte er laufend vor Erreichung des Ziels. Schließlich verstarb er verarmt am 5. April 1939 an Herzversagen im Aschaffenburger Spital.
Nach Jörg Magers Tod patentierte sein Sohn Siegfried Mager noch zwei von Jörg Magers Erfindungen unter seinem eigenen Namen, OE 746.099 (Aufhängung von plattenförmigen Schallstrahlern), 1941, und OE 858-492 (Spannungsstabilisierung für elektronische Musikinstrumente), 1948.

## Werke
- Eine neue Epoche der Musik durch Radio. Berlin-Neukölln 1924.
- Eine Rundfunkprophezeihung. Aufsatz in: Der deutsche Rundfunk. 2. Jg., 1924, Heft 49, S. 2952ff.
- Biographisches zum Sphärophon.